# Plants of the World Online
Plants of the World Online (POWO) je on-line databáze spravovaná Královskými botanickými zahradami v Kew (the Royal Botanic Gardens, Kew). Databáze se zaměřuje na semenné rostliny. Cílem je pokrýt veškeré známé rostliny z celého světa. 